# Jeremy Yates
Jeremy Yates (6 juli 1982) is een Nieuw-Zeelands voormalig wielrenner die onder meer uitkwam voor het Belgische Quick Step en het Franse Crédit Agricole.

## Carrière
In 2000 werd Yates wereldkampioen bij de junioren. In 2002 volgde het nationale kampioenschap voor beloften. Dat jaar werd hij tevens derde bij het kampioenschap voor de elite. Zijn eerste professionele overwinning was in de GP Istria, in 2003, toen hij stage liep bij Quick Step. Hij werd toen derde in het nationale kampioenschap tijdrijden voor beloften en kampioen in de wegwedstrijd.
In 2004 werd Yates voor twee jaar geschorst door de Belgische wielerbond vanwege een onaanvaardbaar hoog testosterongehalte. Dit werd ontdekt na een A staal van Yates. Nadat hij weigerde een B staal te leveren, besloot de Belgische bond om de renner te schorsen. Yates liep op dat moment stage bij Crédit Agricole en had al een contract voor het volgende seizoen, maar deze verviel hierdoor.
Yates was voornamelijk actief in de UCI Oceania Tour en behaalde top-10 klasseringen in onder andere de Ronde van Southland (2e, in 2003), de Ronde van Taranaki (3e, in 2007), de Herald Sun Tour (7e, in 2008) en de Ronde van Wellington (5e, in 2009).
In 2008 werd Yates vierde in het nationale kampioenschap voor de elite, achter Scott Lyttle (derde), Heath Blackgrove (tweede) en Julian Dean (eerste). Hij deed daarnaast mee aan de Clubchampionships, tevens een soort nationaal kampioenschap. Hierin werd hij wel eerste. Sinds 2008 is Yates weer actief bij een profploeg, eerst bij Subway-Avanti uit Nieuw-Zeeland, daarna bij Letua Cycling Team uit Maleisië en anno 2010 bij Qin Cycling Team uit België. In 2010 werd Yates vijfde bij het nationale kampioenschap en zevende in de Ronde van Wellington.

## Overwinningen
2000
- Wereldkampioen op de weg, Junioren

2002
- Nieuw-Zeelands kampioen op de weg, Beloften

2003
- Nieuw-Zeelands kampioen op de weg, Beloften
- GP Istria 4
- 1e etappe Ronde van Southland (met Gordon McCauley en Heath Blackgrove)
- 2e etappe Ronde van Southland
- 5e etappe Ronde van Southland

2004
- 4e etappe UAE International Emirates Post Tour
- Eindklassement UAE International Emirates Post Tour
- 1e etappe Le Triptyque des Monts et Châteaux-Frasnes
- 3e etappe Le Triptyque des Monts et Châteaux-Frasnes
- Tweedaagse van de Gaverstreek
- 2e etappe Tour du Tarn-et Garonne
- Flèche Ardennaise
- Lake Taupo Cycle Challenge

2007
- 3e etappe Ronde van Taranaki
- 5e etappe Ronde van Taranaki
- Coromandel K2 Classic
- Lake Taupo Cycle Challenge

2008
- Clubchampionships op de weg, Elite
- Eindklassement Tour de Vineyards
- Criterium van Le Race
- Wanganui GP
- Taupo-Napier Classic
- Round the Mountain Classic
- Coromandel K2 Classic
- 2e etappe Ronde van Southland
- 6e etappe Ronde van Southland
- Rice Mountain Classic

2009
- 2e etappe Tour de Vineyards
- 3e etappe Tour de Vineyards
- Eindklassement Tour de Vineyard
- 1e etappe Hawkes Bay 2-Day Tour
- 2e etappe Hawkes Bay 2-Day Tour
- Criterium van Le Race
- National Points Series
- Coromandel K2 Classic

2010
- 3e etappe Hawkes Bay 2-Day Tour
- Taupo-Napier Classic
- 6e etappe Ronde van de Stad São Paulo
- 2e etappe Ronde van Southland
- 6e etappe Ronde van Southland
- Koromandel K2 Classic
- Rice Mountain Classic

2011
- 4e etappe Tour de Vineyards

## Grote rondes
Geen